# Pyrrhura lucianii
Pyrrhura lucianii là một loài chim trong họ Psittacidae.